# Gasterellaceae
Gasterellaceae is een botanische naam, voor een monotypische familie van schimmels. Volgens de Index Fungorum bestaat de familie uitsluitend uit het geslacht Gasterella.